# Ion Țăranu

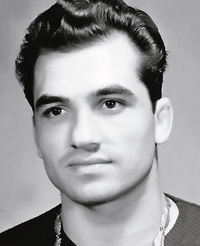
Ion Țăranu

Ion Țăranu (* 14. März 1938 in Turnu Măgurele; † 2005) war ein rumänischer Ringer. Er gewann bei den Olympischen Spielen 1960 in Rom die Bronzemedaille im griech.-röm. Stil im Mittelgewicht.

## Werdegang
Ion Țăranu begann als Jugendlicher mit dem Ringen und entwickelte sich zu einem hervorragenden Ringer im griech.-röm. Stil. Bereits 1959 wurde er erstmals rumänischer Meister im Mittelgewicht. 1960 qualifizierte er sich für die Teilnahme an den Olympischen Spielen in Rom. Internationale Erfahrung hatte er vorher nur in zwei Länderkämpfen gegen Schweden in Bukarest gesammelt. Er rang dabei gegen Hans Antonsson zweimal unentschieden.
In Rom überraschte er die Ringerfachwelt, als er im Mittelgewicht hervorragende Leistungen zeigte und dort u. a. auch den türkischen Weltmeister Kazim Ayvaz besiegte. Gegen den jungen Lothar Metz aus Rostock, der die gesamtdeutsche Mannschaft vertrat, rang er unentschieden. Eine Niederlage musste Ion Țăranu von dem erfahrenen Dimitar Dobrew aus Bulgarien einstecken. In der Endabrechnung reichte es für ihn zum 3. Platz und damit zum Gewinn der Bronzemedaille.
Sehr gut schnitt Ion Țăranu auch bei der Weltmeisterschaft 1961 in Yokohama ab. Er rang dort erneut gegen Lothar Metz unentschieden, unterlag aber gegen den sowjetischen Sportler Wassili Zenin und landete auf dem undankbaren 4. Platz. Keine Medaillen gewann Ion Țăranu auch bei den Weltmeisterschaften 1962 in Toledo/USA und 1963 in Helsingborg. Er schnitt aber dort beide Mal respektabel ab und scheiterte bei beiden Weltmeisterschaften an Anatoli Kolessow aus der UdSSR.
Bestens vorbereitet fuhr Ion Țăranu zu den Olympischen Spielen 1964 in Tokio. Er rang dort im Weltergewicht und blieb in seinen vier Kämpfen ungeschlagen. Die Unentschieden gegen Matti Laakso aus Finnland und Anatoli Kolessow ließen ihn jedoch nach zwei Punktsiegen sechs Fehlerpunkte erreichen, mit denen er aus der Konkurrenz ausscheiden musste. Er belegte so den 5. Platz.
Einen großen Erfolg erzielte Ion Țăranu dann bei der Europameisterschaft 1967 in Minsk. Er wurde dort Vize-Europameister im Weltergewicht. Das damalige Reglement ermöglichte ihm dies mit nur einem Sieg und drei Unentschieden. Bei der Weltmeisterschaft dieses Jahres in Bukarest gelangen ihm drei Siege und ein Unentschieden. Eine Niederlage gegen Wiktor Igumenow aus der UdSSR zwang ihn aber zum Ausscheiden, wonach er auf dem 6. Platz landete.
Im Jahre 1968 nahm Ion Țăranu in Mexiko-Stadt zum dritten Mal an Olympischen Spielen teil. Er erreichte dort wie schon vor vier Jahren den 5. Platz. Er besiegte dabei u. a. Peter Nettekoven aus Dortmund und rang gegen Franz Berger aus Österreich unentschieden. Niederlagen musste er von Wiktor Igumenow und dem Franzosen Daniel Robin hinnehmen.
Nach den Olympischen Spielen beendete Ion Țăranu seine aktive Ringerlaufbahn. Er studierte an der Sporthochschule ANEFS in Bukarest und promovierte dort 1971. Anschließend war er dort selbst als Dozent und später als Professor tätig. Daneben trainierte er auch die Ringermannschaften von Progresul Bukarest und Dinamo Bukarest.

## Internationale Erfolge
(OS = Olympische Spiele, WM = Weltmeisterschaft, EM = Europameisterschaft, GR = griech.-röm. Stil, We = Weltergewicht, bis 1961 bis 73 kg, ab 1962 bis 78 kg Körpergewicht, Mi = Mittelgewicht, bis 1961 bis 79 kg, ab 1962 bis 87 kg Körpergewicht)
- 1960, Bronzemedaille, OS in Rom, GR, Mi, mit Siegen über Noboru Aomi, Japan, Oddvar Barlie, Norwegen und Kazim Ayvaz, Türkei, Unentschieden gegen Bolesław Dubicki, Polen und Lothar Metz, Deutschland und einer Niederlage gegen Dimitar Dobrew, Bulgarien
- 1961, 4. Platz, WM in Yokohama, GR, Mi, mit Siegen über Sadao Kazama, Japan, Unentschieden gegen Bolesław Dubicki und Lothar Metz und einer Niederlage gegen Wassili Zenin, UdSSR
- 1962, 2. Platz, „Iwan-Poddubny“-Turnier in Moskau, GR, We, hinter Anatoli Kolessow, UdSSR und vor Marijan Malovic, Jugoslawien
- 1962, 7. Platz, WM in Toledo, Ohio, USA, GR, We, mit einem Sieg über Robert Zingg, Schweiz und Niederlagen gegen Anatoli Kolessow und Rudy Williams, USA
- 1963, 5. Platz, WM in Helsingborg, GR, We, mit Siegen über Albert Michiels, Belgien, René Schiermeyer, Frankreich, Harald Barlie, Norwegen und Rudolf Vesper, DDR und Niederlagen gegen Anatoli Kolessow und Dimitar Dobrew
- 1964, 5. Platz, OS in Tokio, GR, We, mit Siegen über Kiril Petkow, Bulgarien und Asgar Zoughian, Iran und Unentschieden gegen Anatoli Kolessow und Matti Laakso, Finnland
- 1966, 1. Platz, Balkan-Spiele in Laibach, GR, We, vor Milan Nenadić, Jugoslawien und Dimitrios Savvas, Griechenland
- 1966, 9. Platz, EM in Essen, GR, Mi, mit Siegen über Albertus Rosbag, Niederlande und Vassilios Papoulios, Griechenland und einer Niederlage gegen László Sillai, Ungarn
- 1966, 6. Platz, WM in Toledo/USA, GR, We, mit einem Sieg über Daniel Vernik, Argentinien, Unentschieden gegen Branislav Simić, Jugoslawien und Jean-Marie Chardonnes, Schweiz und einer Niederlage gegen Walentin Olenik, UdSSR
- 1967, 2. Platz, EM in Minsk, GR, We, mit einem Sieg über Jimmy Martinetti, Schweiz und Unentschieden gegen Franz Berger, Österreich, Sırrı Acar, Türkei und Georgi Werschinin, UdSSR
- 1967, 6. Platz, WM in Bukarest, GR, We, mit Siegen über Marian Czardybon, Polen, Johann Karigl, Österreich und Antal Rizmayer, Ungarn, einem Unentschieden gegen Bobe Dorosiev, Bulgarien und einer Niederlage gegen Wiktor Igumenow, UdSSR
- 1968, 3. Platz, Turnier in Klippan/Schweden, GR, We, hinter Harald Barlie, Norwegen und Adam Ostrowski, Polen
- 1968, 15. Platz, EM in Västerås, GR, We, mit einem Unentschieden gegen Franz Berger und Niederlagen gegen Milan Nenadic und Jan Kårström, Schweden
- 1968, 5. Platz, OS in Mexiko-Stadt, GR, We, mit Siegen über Brian Heffel, Kanada und Peter Nettekoven, BRD, einem Unentschieden gegen Franz Berger und Niederlagen gegen Wiktor Igumenow und Daniel Robin, Frankreich